# Tinga Tinga Tales
Tinga Tinga Tales è una serie televisiva per bambini britannica animazione flash basata su racconti popolari africani e rivolta a bambini dai 4 ai 6 anni. È stato commissionato dalla BBC per il suo canale CBeebies. Prende il nome dall'arte di Tingatinga della Tanzania, Tinga Tinga Tales è stato prodotto a Nairobi, Kenya, da Homeboyz Animation, uno studio di circa 50 persone. La musica è prodotta dal cantautore Kenyan Eric Wainaina. La serie comprende 55 episodi ed è disponibile anche su BBC Player.
La serie è stata concepita per la prima volta da Claudia Lloyd, capo della divisione animazione della Tiger Aspect Productions con sede a Londra, durante un viaggio in Africa. I primi tre episodi sono stati presentati in anteprima sul sito web della BBC all'inizio di febbraio 2010. I diritti di distribuzione sono stati acquistati da Entertainment Rights (che nel 2009 si è fusa con Classic Media, poi nel 2012 è stata acquisita da DreamWorks Animation e rinominato in DreamWorks Classics)., In Italia la serie debutta nel 2010 da Rai 3 e dal settembre 2010 su Rai Yoyo.

## Trama
Tinga Tinga Tales è incentrato su vari animali animati e utilizza musica, dialoghi e immagini colorate per raccontare storie popolari africane sulle origini degli animali, ciascuna narrata da Red Monkey, e rispondere a domande come "Perché le scimmie oscillano sugli alberi?" e "Perché i fenicotteri stanno su una gamba sola?".

## Personaggi e doppiatori
- Leone: doppiato da Alessandro Ballico[6]
- Elefante: doppiato da Roberto Draghetti
- Ippopotamo: doppiato da Antonella Baldini
- Scimmia rossa: doppiata da Monica Ward
- Uccello pulitore: doppiato da Antonella Rinaldi
- Tartaruga: doppiata da Mino Caprio